# 로페스곶

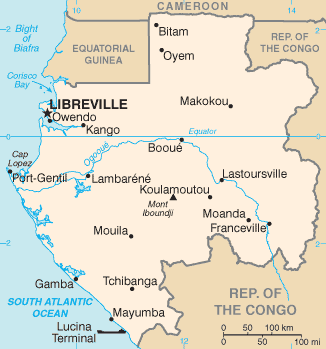
가봉 지도. 맨 왼쪽에 로페즈곶이 있다.

로페스곶(영어: Cape Lopez, 프랑스어: Cap Lopez)는 아프리카 중부 가봉 연안에 위치한 곶이다. 가봉 최서단에 자리한 지점으로, 이곳을 기준으로 기니만과 남대서양이 나뉜다.
로페스곶은 오구에강의 두 하구 사이에 자리한 하중도의 최북단 지점으로서 이곳은 고도가 낮고 숲이 우거져 있다. 로페스곶의 남동쪽에는 석유터미널이 있으며, 남동쪽으로 약 10km 떨어진 지점에 포르장티 항구가 있다.
로페스곶이라는 이름은 1474년경 이곳에 도착한 포르투갈 탐험가 로페스 곤살베스에서 유래하였다. 1602년 네덜란드의 탐험가이자 작가인 피터르 더마레이스는 현지 주민에 관한 삽화를 몇 점 남겼다. 1897년에는 등대가 처음 설치되었으며 현재의 탑은 1911년에 지어졌지만 수년 동안 사용하지 않아 침식으로 붕괴될 위험에 처해 있다.

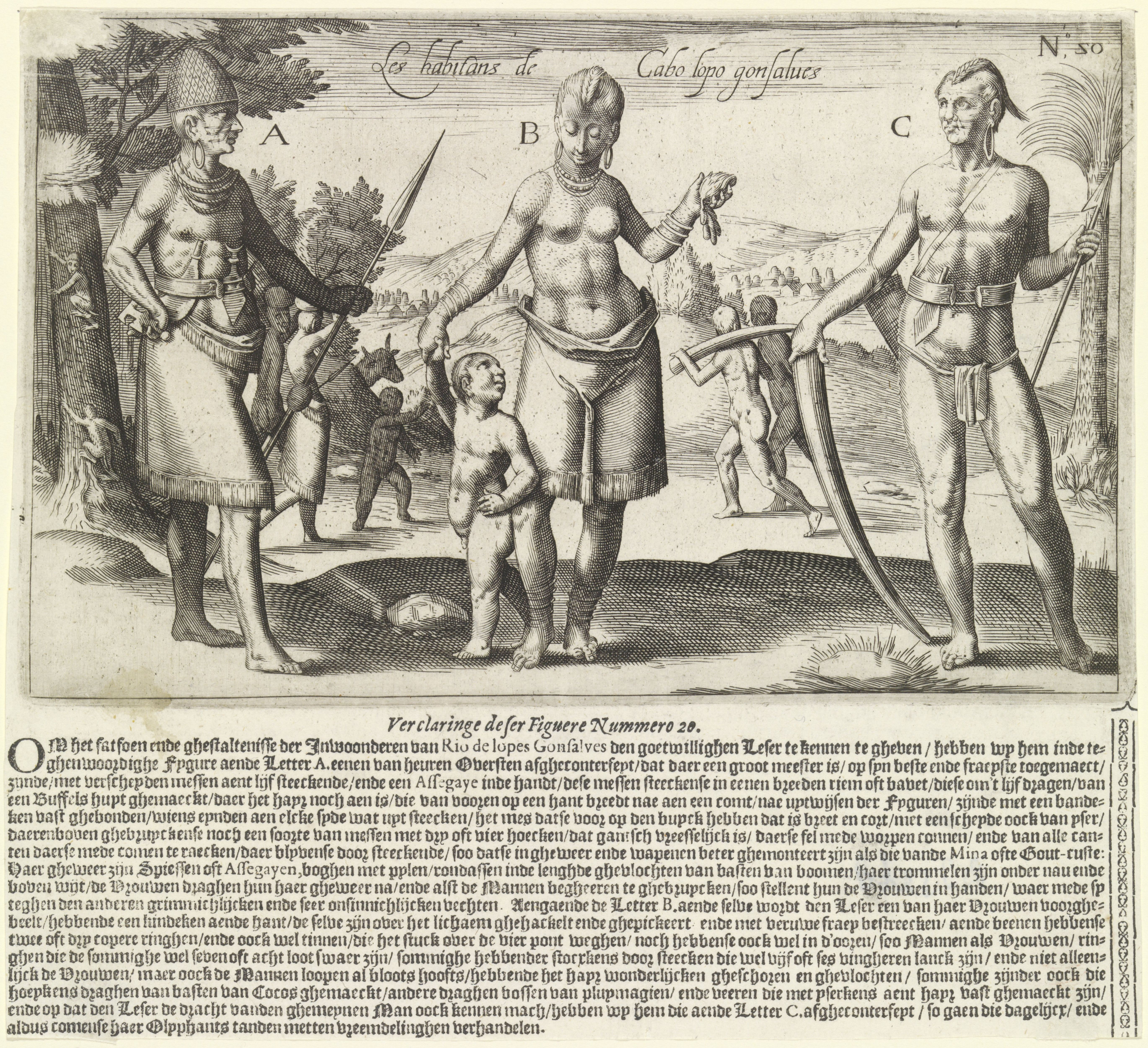
로페스곤살베스곶의 주민들 (1602년)

## 같이 보기
- 로페스곶 전투
- 카라부룬반도